# 2011至2012年度香港行政長官施政報告
《2011至2012年度香港行政長官施政報告》是行政長官曾蔭權發表的第7份施政報告，於2011年10月12日在立法會舉行，主題是「繼往開來」。此份施政報告也是曾蔭權任內最後一份施政報告，同時為曾蔭權首次在立法會綜合大樓發表施政報告。是份施政報告採用了淺黃色（Butterfly yellow）作為封面顏色，意思是充滿生機，帶出朝氣、活力和希望，為未來共同開出新路。施政報告由上午11時07分開始宣讀，並於下午1時正宣讀完畢。行政長官夫人曾鮑笑薇亦坐在公眾席旁聽報告。

## 背景

### 復建居屋的壓力
自從2010年施政報告提出置安心計劃以後，不少政黨認為置安心計劃不及復建居屋，於是繼續向政府施加壓力，要求復建居屋。2011年中，國務院港澳辦主任王光亞訪港，要求特區政府解決市民住屋問題，其後政府突然放出消息，指會在施政報告宣佈復建居屋。2011年8月，國務院副總理李克強訪問香港，訪港期間特別關注香港房屋問題，被外界認為是中央政府希望特區政府復建居屋。

### 地產霸權的形象
近一年來，樓價不斷急升，而通漲的壓力亦不斷加深，不少市民認為大型地產商壟斷市場，而政府坐視不理，於是對政府的不滿日漸加深。

### 國際危機的加深
希臘歐元債務危機日漸惡化，而美國民主黨政府亦在共和黨的杯葛下，首次被降低信用評級。受國際經濟危機的加深影響，恆生指數由二萬多點下跌，跌至一萬八千點的水平。

## 內容摘要
居有其所
- 未來5年約有75,000個公屋單位落成，確保平均輪候時間3年的承諾兌現。
- 提出復建居屋新政策，對象是每月收入不超過30,000港元的家庭，提供實用面積約400至500平方呎的單位，以可負擔的樓價出售，初步估算為150萬至200萬港元。
- 由2016/17年起4年，共提供超過17,000個單位，首批單位於2014或2015年預售。
- 置安心資助房屋計劃除先租後買外，亦提供可租可買的選擇。以單位開賣時的市價作為「封頂價」。
- 確保供應的土地每年平均能提供約20,000個私人單位、15,000公屋單位及5,000個新居屋單位。建立政府土地儲備。
- 多管齊下開拓土地，例如釋放工業用地、探討在維港以外進行適度填海，及檢討「政府、機構或社區」用地。
- 就立法規管一手住宅銷售，以白紙草案諮詢公眾，爭取明年完成立法。
- 立法加強對樓宇安全的管制，包括把「劏房」通常涉及的工程納入小型工程監管制度。
- 活化工廈措施延長3年。

老有所養
- 65歲以上長者及合資格殘疾人士可以2元乘搭港鐵一般路線、專營巴士及渡輪。（詳見：長者及合資格殘疾人士公共交通票價優惠計劃）
- 推出公眾游泳池月票。
- 設立「廣東計劃」，讓移居廣東的合資格長者在當地領取高齡津貼，毋須回港。
- 為60歲以上，使用非資助安老院舍住宿服務的綜援受助人提供額外津貼；殘疾受助人也獲發類似津貼，不限年齡。
- 增加護養院宿位及長期護理宿位。
- 增撥資源，鼓勵私營院舍提高質素及增加買位。
- 研究推行社區照顧服務券，及增加社區照顧服務名額。
- 增加補助金，讓院舍和日間護理中心加強支援腦退化症（前稱癡呆症）長者。

利民紓困
- 代公屋租戶繳交2個月租金。
- 向領取綜援、高齡津貼（俗稱：生果金）及傷殘津貼人士發放額外一個月的標準金額或津貼。
- 延長3,000個青年臨時工作職位一年。
- 為青年額外提供1,000個服務業培訓及實習機會。
- 注資1億元資助非政府機構成立小企業，聘用殘疾人士。
- 資助僱用殘疾人士僱主購買輔助儀器及改裝工作間。
- 增加殘疾人士學前、日間和住宿康復服務的名額。
- 少數族裔設立多一間支援中心和兩間分中心。
- 撥1億元，改善食物銀行服務。
- 擴建聯合醫院。
- 加強磁力共振和電腦掃描服務，改善危疾診斷。
- 為病人提供更有成效的藥物。
- 撥款2億元，增加醫生、護士及專職醫療人員大學學額。
- 協助非政府機構興建青年宿舍。

投資未來
- 多元升學途徑
- 設立國際廚藝學院。
- 增設一所青年學院。
- 加強支援中小學照顧有特殊教育需要的學生。
- 注資50億元，支持高等教育院校學術研究。

美好生活
- 撥款1億8,000萬元，供專營巴士公司購置電動巴士試驗。
- 預留1億5,000萬元，一次性資助石油氣的士及小巴車主更換「催化器」。
- 引進路邊遙測設備和先進廢氣測試，管制車輛廢氣排放。
- 香港地質公園成為世界地質公園網絡成員。
- 立法規管高風險的食品入口及食物中殘餘除害劑的含量。
- 舉辦多項大型展覽及更新博物館常設展。
- 撥款在工廠大廈提供藝術空間，以優惠租金出租予藝術工作者。
- 地區小型工程計劃的撥款逐步遞增至每年4億元。

發展經濟
- 撥款10億元，支持企業拓展內地市場。
- 爭取在今年年底前簽訂內地與香港關於建立更緊密經貿關係的安排第8份補充協議。
- 在將軍澳預留約2公頃土地作數據中心用途。
- 加強支援香港知專設計學院，將明年定為香港設計年。
- 加強人民幣資金的使用和循環機制，通過貿易、直接投資和證券投資3條橋樑，擴大和深化與內地在岸人民幣市場的連接。[4]

## 公佈後闡述
行政長官曾蔭權於發表施政報告後，舉行了一系列公開闡述活動，其中包括：
- 施政報告記者招待會，於預算案公佈當天（2011年10月12日）下午舉行。
- 施政報告論壇，於預算案公佈當天（2011年10月12日）晚上7時至8時舉行，由無線電視、亞洲電視、有線電視、now寬頻電視及香港電台第一台聯合播出。
- 行政長官施政答問，於預算案公佈翌日（2011年10月13日）早上由香港電台第一台、商業電台第一台以及新城財經台FM104頻道同步直播。

## 各界回應
港大民意研究計劃於報告宣讀後一星期，以電話訪問500多名市民，發現滿意施政報告的人，由發表報告當日的47%，跌至43%；不滿的由18%，上升至25%。

### 正面
- 工商界政團讚賞施政報告回應市民的關注。工商專業聯盟立法會議員梁君彥讚揚是份施政報告，認為是曾蔭權任內做得最好及完整的一份，相信下屆政府不會把所有政策推倒重來。工商專業聯盟立法會議員林健鋒認為，施政報告的大方向正確，在房屋及安老等多方面作出具體回應，計劃也長遠。其中，新居屋政策和優化置安心計劃有助青年和夾心階層上車。[6][7]工程界的何鍾泰說，歡迎政府提出加強培訓建造業的人材，配合十大基建發展。[8][9]
- 民建聯主席譚耀宗認為，施政報告實事求是，很多環節都能夠回應市民的訴求，包括在復建居屋及在長者交通費的優惠等項目。民建聯亦贊成向居住在中國內地的長者，發放生活津貼。[10]
- 多位行政會議成員表示支持。行政會議成員梁智鴻認為施政報告提出了新意見，如果得到市民支持，估計下屆政府會繼續推行。鄭耀棠認為行政長官有用心聆聽及規劃，回應了大眾的訴求。史美倫歡迎額外撥款50億元給教資會研究基金，認為可令到更多人受惠。胡紅玉歡迎政府支持強積金措施，期望政府加快研究進度，改善市民的退休保障。[11][12][13]
- 財政司司長曾俊華形容，新一份施政報告是全面、充實及具前瞻性，值得市民支持。他表示，報告已經回應市民對於房屋、人口老化及貧窮等3方面的訴求。[14][15][16][17]
- 政務司司長林瑞麟表示，新一份施政報告涵蓋面闊，針對性強及可行性高，呼籲立法會及市民支持。他說，報告有助解決房屋問題，包括推出新的居屋計劃；認為報告關注基層市民的需要，政府推出的紓困措施，是要減低市民的通脹壓力，同時有助拓展香港的經濟發展。[18][19][20]
- 醫院管理局主席胡定旭表示，歡迎政府支持及增撥資源，加強公立醫院服務及醫護人員的培訓。[21]
- 公務員團體表示支持設立有薪侍產假，認為有助提高公務員的士氣。[22]
- 耆康老人福利會主席麥建華說，是份施政報告對長者的顧及政策有進步，在居家安老方面踏出了一步，推出了社區照顧服務券。[23]
- 智經研究中心認為，施政報告回應了社會的訴求，就房屋、高齡化社會及貧富差距等議題，提出了不少嶄新的措施，為香港的長遠發展定下方向。[24]
- 前行政會議召集人梁振英表示歡迎及支持施政報告，就香港長遠存在的房屋問題，提出應對方法。他認為政府在能力範圍內，資助部分家庭達成置業是好事；他又說今日做，總比明日做為好。[25][26]
- 香港專業進修學校表示歡迎施政報告建議，擴展交換生計劃至副學位課程，認為可以進一步加強香港教育在國際上的地位。[27]
- 合資格申請的自資院校對教育相關的建議表示歡迎，認為可以推動研究，改善教學質素。[28]
- 香港總商會主席胡定旭表示滿意施政報告，認為能夠回應市民，特別在居屋方面的訴求，對香港長遠發展有幫助。[29]
- 前政務司司長唐英年認為，施政報告在房屋方面回應了市民訴求，相信有關措施會受市民歡迎。[30]

### 負面
- 公民黨黨魁梁家傑認為，施政報告提出的新政策太少及太遲（too little, too late[31]），形容情況有如「煲呔請客，下屆〈政府〉埋單〈結賬〉」[32]。在立法會辯論施政報告時，梁批評曾蔭權施政7年來一場空，貧富懸殊的情況加劇，在通貨膨脹下，基層生活愈見困苦，社會上有逾100,000戶家庭符合新居屋的申請資格，然而當局只提供到5,000個單位，申請人抽中的機會少於5%，無補於事[33]。
- 立法會議員張國柱形容，施政報告的福利政策只是修修補補，欠缺長遠規劃[34]。
- 人民力量立法會議員黃毓民，批評施政報告是垃圾[35]。
- 於2011年10月12日，自由黨 (香港)|自由黨主席劉健儀認為施政報告合格，然而仍然沒有回應中產階層所關心的問題、中小企面臨的成本上漲及租金高企等，其中報告提及的標準工時及競爭法更進一步威脅中小企的營商環境。[36]於同年10月26日，劉健儀認為，施政報告沒有認真總結曾蔭權任內推動十大基建及六大產業的經驗，反而開出了一大堆期票，留給下任的行政長官兌現是慷他人之慨。作為總結5年施政的成績表，未必合格[37]。
- 中大亞太研究所副所長王卓祺認為，曾蔭權最後一份施政報告，得分僅僅合格[38]。
- 立法會議員陳茂波認為，施政報告缺乏管治意志，只是作一些修補，雖然開始認識社會上的房屋訴求和貧窮問題，但在退休保障方面仍然不足[39]。
- 工聯會立法會議員王國興、葉偉明、潘佩璆、黃國健一致認為，施政報告雖然點出了社會問題，但未能解決深層矛盾[40]。黃國健表示支持政府復建居屋，但不滿並無同時增加公屋的供應量。黃國健認為，輪候公屋人士數量持續上升，質疑政府每年只提供15,000個公屋單位，能否維持平均輪候3年上樓的承諾。他建議將新建公屋增加至每年30,000-35,000個，並且恢復出售公屋計劃，及盡量在市區覓地興建公屋[41]。
- 民主黨主席何俊仁批評，施政報告未能處理解貧富不均的問題。[42]
- 社區組織協會認為，施政報告未有及時增加公屋供應量，且無法解決貧富懸殊，亦沒有積極制訂扶助基層的長遠經濟發展政策，漠視社會最赤貧的一群人士的需要。[43]
- 港九勞工社團聯會立法會議員李鳳英說，曾蔭權過去一直漠視社會聲音，直至快將卸任，才做一些回應市民訴求的措施，是於德有虧，社會亦付出沉重代價。
- 立法會議員梁家騮批評，政府預留的4幅私家醫院用地仍未招標，是太慢、太少及太多限制，又批評醫院管理局並無挽留人才。[44]

## 軼事
- 曾蔭權在宣讀施政報告前，曾經到位於堅道的聖母無原罪主教座堂祈禱[45]。
- 曾蔭權在宣讀施政報告時，立法會議員（人民力量）黃毓民、梁國雄和陳偉業先後因為高叫口號、升起寫有「煲呔禍港，官商勾結」標語的氫氣球及舉起抗議標語，被立法會主席曾鈺成下令被保安員帶離會場。[46][47]
- 曾蔭權在宣讀施政報告時，表現緊張，不時以毛巾抹汗及飲水「定驚」，出現口誤達20次，如將「梯級」讀作「溪級」、「福島」讀作「核島」、長者的「長」字讀成長短的「長」及「少數族裔」讀作「少數肉墜」等。期間，更曾一度因為未能將字讀出，而停下來。曾蔭權在當天下午舉行的記者會上解釋，表示是因為被會議廳內4盞溫度逾40℃的射燈集中照着，加上有人在議事堂內不時作出熱烈的反應，令他體內「產生一股能量」，令身穿西裝的他感到熱不可擋，才要抹汗。[48][49]
- 施政報告的主題的英文名稱為「From Strength to Strength」，意思是指由一個高峰到另一個更高的高峰，出處來自《聖經》詩篇第84章第7節[50]；主題的中文名稱為「繼往開來」出自明朝王守仁的《传习录·三》：“文公（韩愈）精神气魄大，是他早年合下便要继往开来 。”，而清朝李宝嘉的《官场现形记》第一回亦有提及“将来昌明圣教，继往开来，舍我其谁？”，有承上啟下的意思。[51]。